# Amblyopone feae
Amblyopone feae är en myrart som först beskrevs av Carlo Emery 1895.  Amblyopone feae ingår i släktet Amblyopone och familjen myror. Inga underarter finns listade i Catalogue of Life.

## Bildgalleri

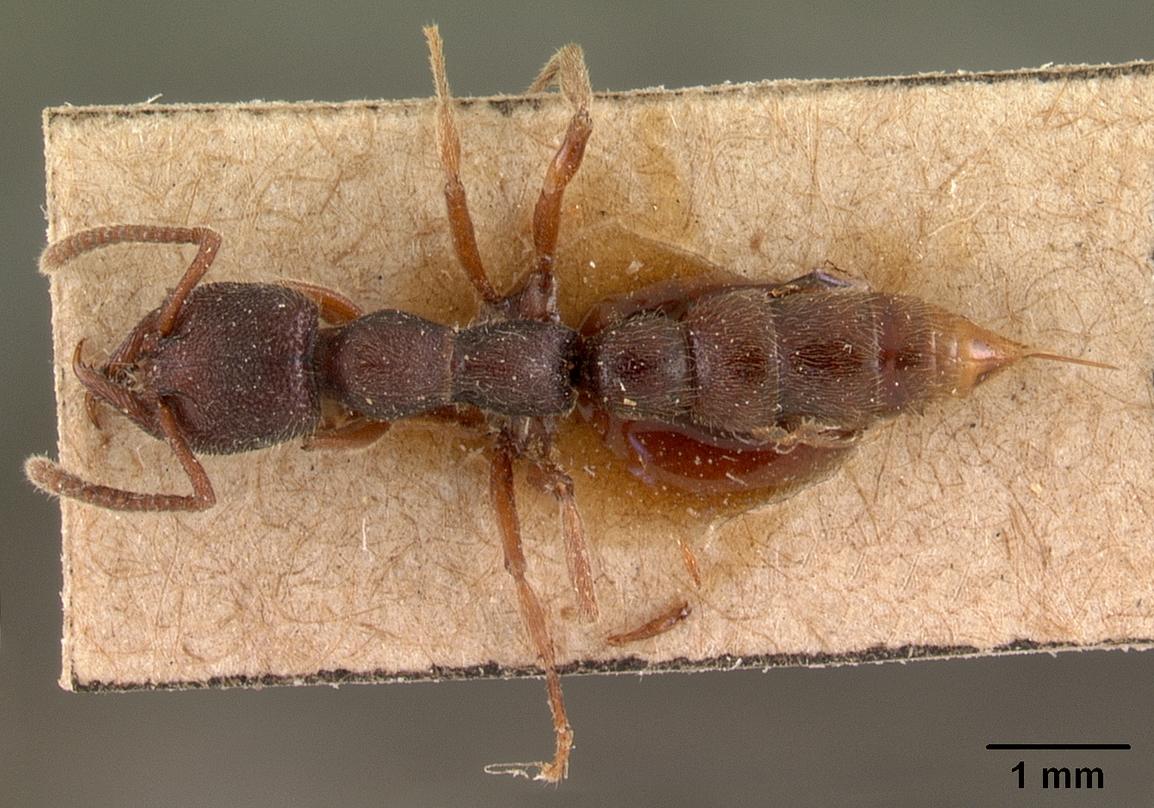
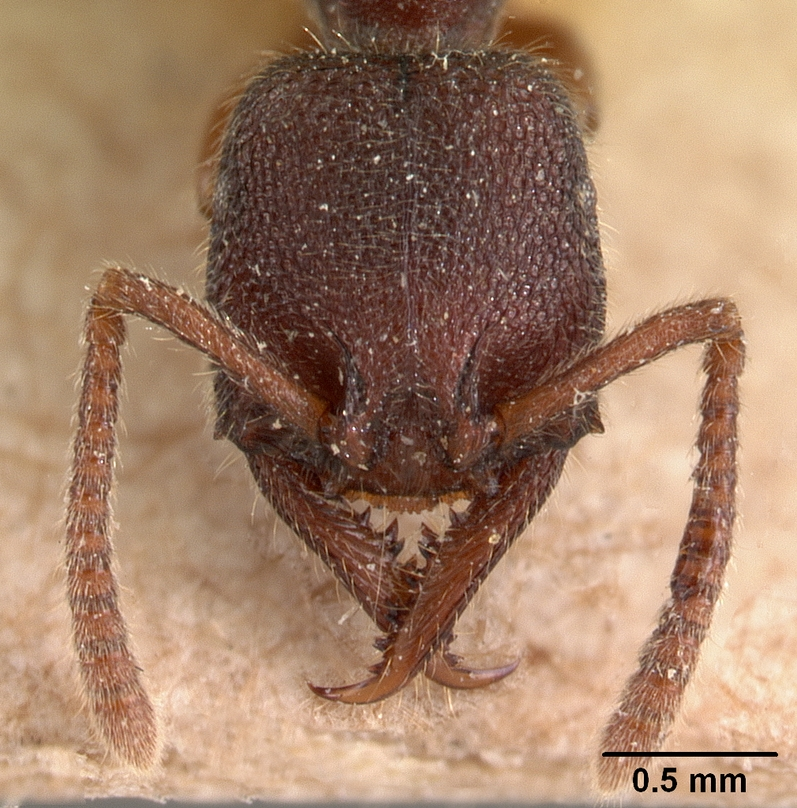
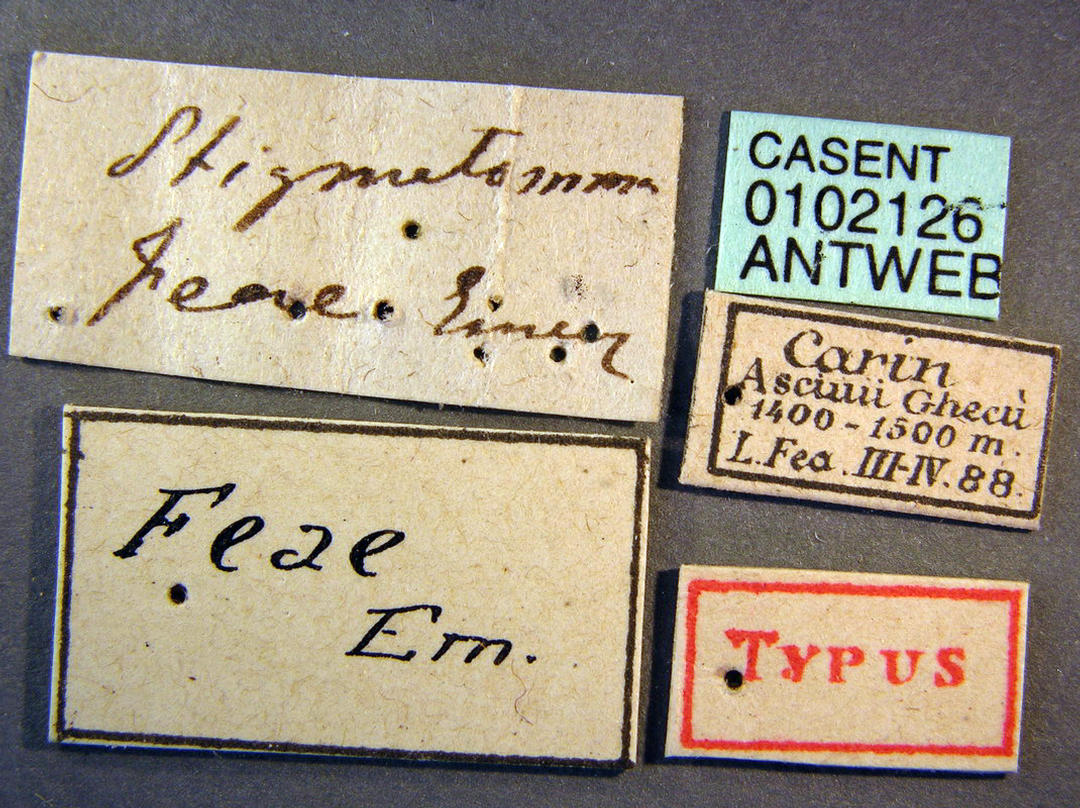
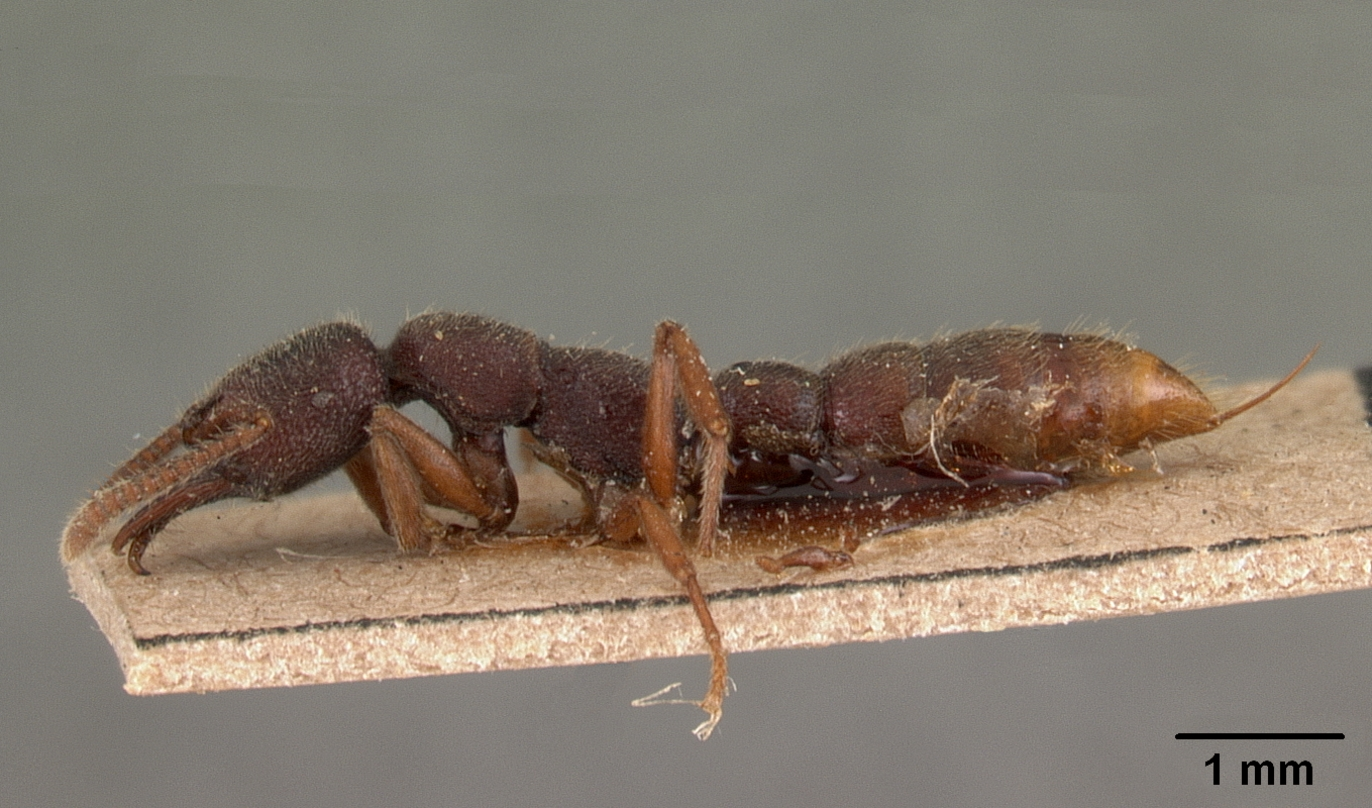